# Benzonitryl
Benzonitryl, nitryl kwasu benzoesowego, C
6H
5CN – organiczny związek chemiczny z grupy nitryli (najprostszy nitryl aromatyczny), pochodna benzenu. Jest bezbarwną cieczą o charakterystycznym zapachu.
Stosowany jest jako rozpuszczalnik. Jego temperatura topnienia wynosi ok. −13 °C, a wrzenia ok. 191 °C. Otrzymuje się z niego polibenzonitryl.